# Lepanus latheticus
Lepanus latheticus är en skalbaggsart som beskrevs av Matthews 1974. Lepanus latheticus ingår i släktet Lepanus och familjen bladhorningar. Inga underarter finns listade i Catalogue of Life.